# Niederländische Badmintonmeisterschaft 1980

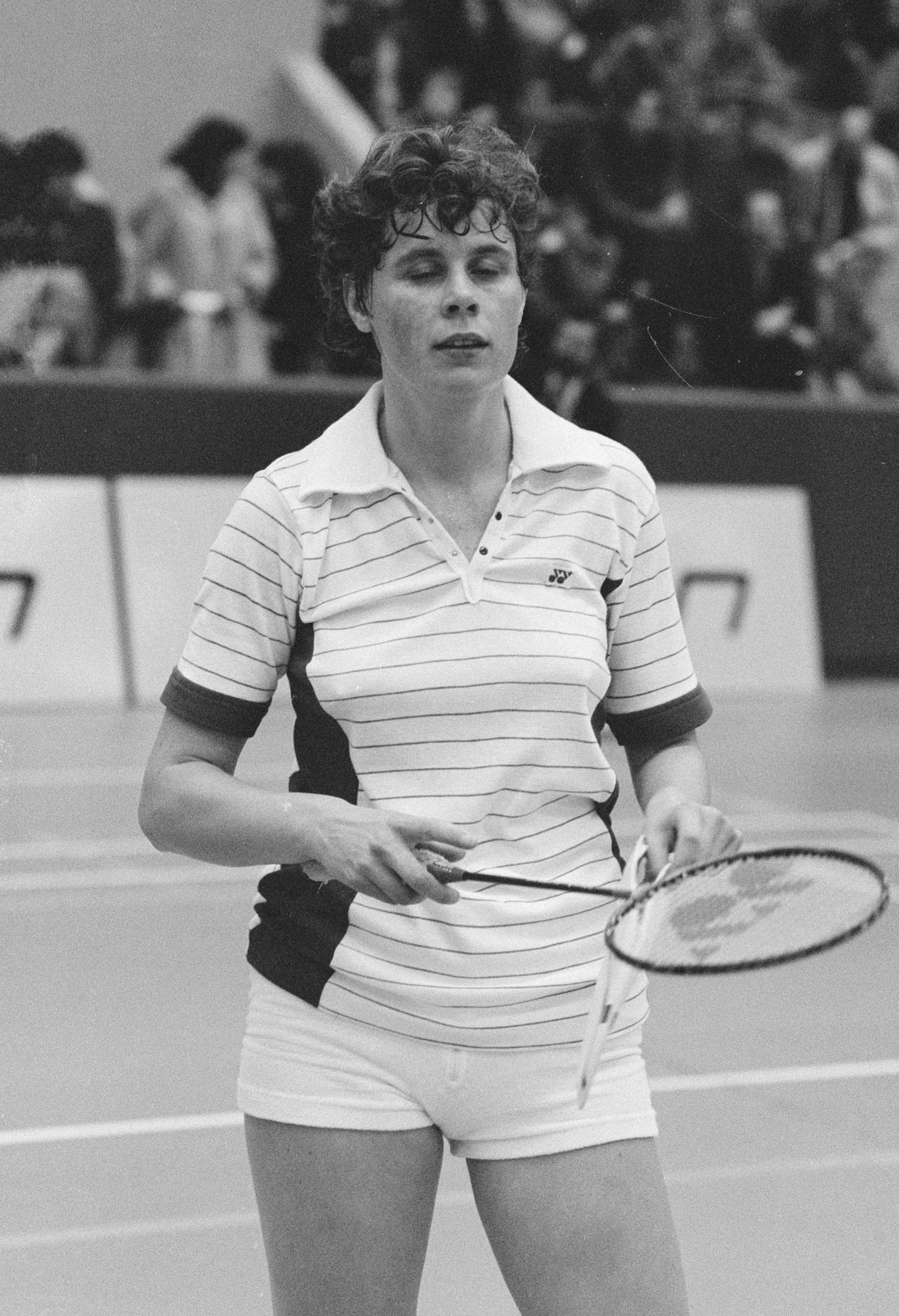
Joke van Beusekom

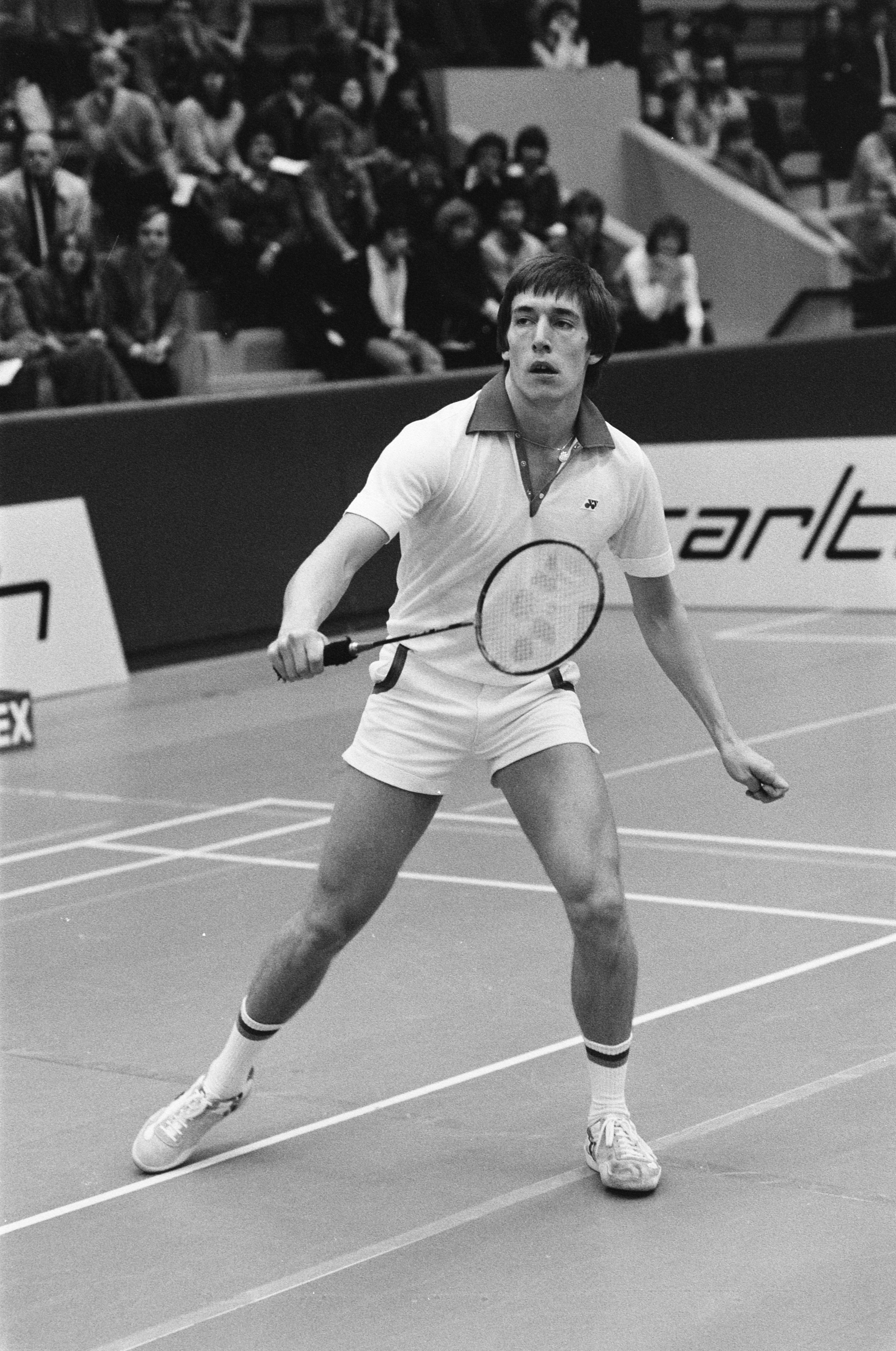
Rob Ridder

Die Niederländische Badmintonmeisterschaft 1980 war die 39. Austragung der nationalen Titelkämpfe im Badminton in den Niederlanden. Sie fand bereits Anfang Dezember 1979 statt.

## Finalresultate
| Disziplin    | Sieger                                 | Finalist                          | Ergebnis         |
| ------------ | -------------------------------------- | --------------------------------- | ---------------- |
| Herreneinzel | Rob Ridder                             | Richard Pal                       |                  |
| Dameneinzel  | Joke van Beusekom                      | Hanke de Kort                     | 10-12,11-8, 11-4 |
| Herrendoppel | Herman Leidelmeijer Guus van der Vlugt | Rob Ridder Piet Ridder            |                  |
| Damendoppel  | Hanke de Kort Marja Ravelli            | Joke van Beusekom Ria Dekker      |                  |
| Mixed        | Rob Ridder Joke van Beusekom           | Herman Leidelmeijer Hanke de Kort |                  |